# تک‌سان‌پایان
تک‌سان‌پایان (نام علمی: Idiopidae) نام یک تیره از راسته عنکبوت است.